# 2011 a labdarúgásban

## Labdarúgótornák
- Ázsia-kupa,  Katar (január 7. – január 29.)
- Dél-amerikai ifjúsági labdarúgó-bajnokság,  Peru (január 23. – február 13.)
- U17-es labdarúgó-Európa-bajnokság,  Szerbia (május 3. – május 15.)
- U19-es női labdarúgó-Európa-bajnokság,  Olaszország (május 30. – június 11.)
- CONCACAF-aranykupa,  USA (június 5. – június 25.)
- U21-es labdarúgó-Európa-bajnokság,  Dánia (június 12. – június 25.)
- Copa América,  Argentína (július 1. – július 24.)
- U17-es labdarúgó-világbajnokság,  Mexikó (június 18. – július 10.)
- női labdarúgó-világbajnokság,  Németország (június 26. – július 17.)
- U19-es labdarúgó-Európa-bajnokság,  Románia (július 20. – augusztus 1.)
- U17-es női labdarúgó-Európa-bajnokság,  Svájc (július 28. – július 31.)
- U20-as labdarúgó-világbajnokság,  Kolumbia (július 29. – augusztus 20.)
- Touloni Ifjúsági Torna,  Franciaország

## Nemzetközi klubtornák
- UEFA-bajnokok ligája, döntő:  London (május 28.)
- Európa-liga, döntő:  Dublin (május 18.)
- UEFA-szuperkupa,  Monaco (augusztus 26.)
- női UEFA-bajnokok ligája, döntő:  London (május 26.)
- CAF-bajnokok ligája, döntő: (november 4.–6., 11.–13.)
- AFC-bajnokok ligája, döntő: (november 4.–5.)
- Copa Libertadores, döntő: (június 21.–23.)
- CONCACAF-bajnokok ligája, döntő: (április 19.–21., 26.–28.)
- OFC-bajnokok ligája, döntő: (április 2., 16.)
- FIFA-klubvilágbajnokság,  Japán (december)